# Liste des P-38 Lightning restants

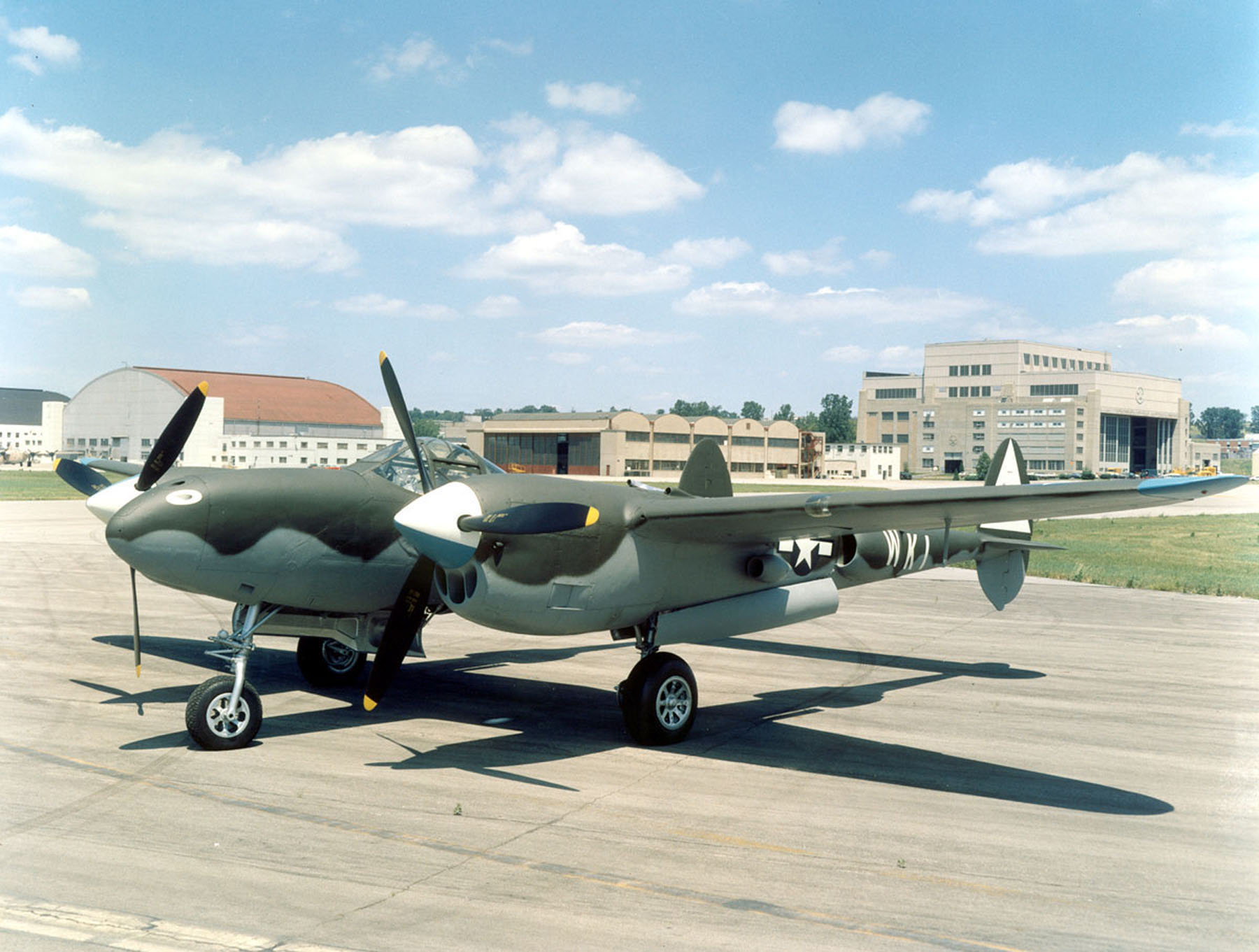
P-38L 44-53232 au United States Air Force Museum

La liste des P-38 restants recense tous les appareils Lockheed P-38 encore en état de vol, en restauration ou en exposition en 2019.

## Statistiques
| Pays       | En état de vol | Exposition | Restauration | Total |
| ---------- | -------------- | ---------- | ------------ | ----- |
| Australie  | 0              | 1          | 1            | 2     |
| Autriche   | 1              | 0          | 0            | 1     |
| Serbie     | 0              | 0          | 1            | 1     |
| États-Unis | 10             | 8          | 4            | 22    |
| Total      | 11             | 9          | 6            | 26    |

## Liste
| Numéro    | Modèle | Propriétaire                                         | Localisation                  | Pays       | Etat           |
| --------- | ------ | ---------------------------------------------------- | ----------------------------- | ---------- | -------------- |
| 42-66841  | P-38H  | Classic Jets Fighter Museum (Parafield Airport (en)) | Parafield Airport (en)        | Australie  | Exposé         |
| 43-2195   | P-38G  | Hopper Warbirds                                      | Townsville                    | Australie  | Restauration   |
| 44-53254  | P-38J  | The Flying Bulls                                     | Salzbourg                     | Autriche   | En état de vol |
| 44-25786  | P-38L  | Musée de l'aviation de Belgrade                      | Belgrade                      | Serbie     | Restauration   |
| 41-7630   | P-38F  | Lewis Air Legends                                    | San Antonio, Texas            | États-Unis | En état de vol |
| 42-12652  | P-38F  | Privé                                                | Colorado Springs, Colorado    | États-Unis | En état de vol |
| 44-23314  | P-38J  | Planes of Fame                                       | Chino, Californie             | États-Unis | En état de vol |
| 44-26981  | P-38L  | Allied Fighters                                      | Sun Valley, Idaho             | États-Unis | En état de vol |
| 44-27053  | P-38L  | War Eagles Air Museum                                | Santa Teresa, Nouveau-Mexique | États-Unis | En état de vol |
| 44-27083  | P-38L  | Erickson Aircraft Collection                         | Madras, Oregon                | États-Unis | En état de vol |
| 44-27183  | P-38L  | Yanks Air Museum (en)                                | Chino, Californie             | États-Unis | En état de vol |
| 44-27231  | P-38L  | Fagen Fighters WWII Museum                           | Granite Falls, Minnesota      | États-Unis | En état de vol |
| 44-53095  | P-38L  | Privé                                                | Houston, Texas                | États-Unis | En état de vol |
| 44-53186  | P-38L  | Collings Foundation (en)                             | Stow, Massachusetts           | États-Unis | En état de vol |
| 42-13400  | P-38G  | Elmendorf Air Force Base                             | Anchorage, Alaska             | États-Unis | Exposé         |
| 42-67638  | P-38J  | Hill Aerospace Museum (en)                           | Roy, Utah                     | États-Unis | Exposé         |
| 42-67762  | P-38J  | Centre Steven F. Udvar-Hazy                          | Chantilly, Virginie           | États-Unis | Exposé         |
| 44-53015  | P-38L  | McGuire Air Force Base                               | McGuire AFB, New-Jersey       | États-Unis | Exposé         |
| 44-53087  | P-38L  | EAA Aviation Museum (en)                             | Oshkosh, Wisconsin            | États-Unis | Exposé         |
| 44-53097  | P-38L  | Museum of Flight                                     | Seattle, Washington           | États-Unis | Exposé         |
| 44-53232  | P-38L  | National Museum of the United States Air Force       | Dayton, Ohio                  | États-Unis | Exposé         |
| 44-53236  | P-38L  | Richard I. Bong Veterans Historical Center           | Superior, Wisconsin           | États-Unis | Exposé         |
| 42-66534  | P-38H  | Privé                                                | Wilmington, Delaware          | États-Unis | Restauration   |
| 42-103988 | P-38J  | Flying Heritage & Combat Armor Museum                | Colorado Springs, Colorado    | États-Unis | Restauration   |
| 42-104088 | P-38J  | Flying Heritage & Combat Armor Museum                | Everett, Washington           | États-Unis | Restauration   |
| 44-26761  | P-38L  | Fantasy of Flight                                    | Polk City, Floride            | États-Unis | Restauration   |

## Détail des appareils par pays

### Australie
Exposition
P-38H
- 42-66841 – Classic Jets Fighter Museum en Australie-Méridionale[1].

Stocké
P-38G
- 43-2195 – Hopper Warbirds à Townsville, Queensland.

### Autriche
En état de vol
P-38L
- 44-53254 – The Flying Bulls à Salzbourg. L'appareil est appelé "White Lightnin". Il est depuis 2008 propriété de Marvin L. "Lefty" Gardner, un des pilotes de la Commemorative Air Force[2],[3].

### Serbie
Restauration
P-38L
- 44-25786 – Musée de l'aviation de Belgrade. L'appareil, un P-38L-5-LO est stocké et attend d'être restauré. Après sa livraison à l'USAAF, il fut assigné au 14th Fighter Group (en). Le 2 avril 1945, il effectue un atterrissage d'urgence à Sombor Airfield, en Yougoslavie. Il fut récupéré par l'armée de l'air yougoslave et vola en 1945 et 1946. En 1946, il est transféré dans une université de Belgrade, avant d'être cédé au Musée de l'aviation de Belgrade[4],[5].

### États-Unis
En état de vol
P-38F
- 41-7630 Glacier Girl – Propriété de la Lewis Air Legends, à San Antonio, Texas[6],[7]. Cet appareil a été livré à l'USAAF en 1941. Le 15 juillet 1942, il atterrit au Groenland en compagnie de 6 autres appareils dont 5 P-38 et 2 B-17, lors d'un convoyage des États-Unis vers l'Angleterre. Les conditions météorologiques auraient forcé les pilotes à atterrir en urgence sur un champ de glace, puis furent secourus. Les appareils furent ensevelis sous 80 mètres de glace. L'homme d'affaires Roy Shoffner finança l'expédition nommée "Greenland Expedition Society", une équipe composée entre autres de Patt Epps, Richard Taylor et Bob Cardin. L'avion est finalement récupéré le 1er aout 1992. Une restauration ayant pour but une remise en état de vol commence alors sur le Middlesboro-Bell County Airport (en) en octobre 1992. Les premiers essais moteurs ont lieu en septembre 2001, l'appareil étant alors immatriculé N5757. Le premier vol a lieu le 26 octobre 2002, sous l'immatriculation N17630. L'appareil est nommé Glacier Girl. En 2006, l'avion est acheté par Rod Lewis et intègre et devient l’emblème de la Lewis Air Legends collection[8],[9].
- 42-12652 White 33 – Basé à Colorado Springs, Colorado, appartient à un propriétaire privé[10],[11]. Il fut livré à l'USAAF en 1942. Le 6 juin 1944, il subit une casse de train d'atterrissage à Finshaffen, Nouvelle-Guinée. L'épave est récupérée en décembre 1999 en compagnie d'un autre P-38. Les deux avions sont stockés à Melbourne jusqu'en 2002, date à laquelle ils sont envoyés aux États-Unis, chez Westpac Restorations, pour y être restaurés. Les premiers essais moteurs ont lieu le 26 octobre 2015. Les marquages choisis correspondent au 39th fighter squadron (en). Le 29 octobre 2016, l'appareil fait son premier vol au dessus de Colorado Springs, sous les yeux de Frank Royal depuis un autre avion, ancien pilote du 39th fighter squadron ayant volé sur ce P-38. L'avion est aujourd'hui visible au National Museum of WWII Aviation[12],[13].

P-38J
- 44-23314 23 Skidoo – Appartient à la collection Planes of Fame à Chino, Californie. Livré à l'USAAF en 1944. Il sert d'appareil d'instruction à la mécanique à la Hancock Field School of Aeronautics de 1945 à 1954. Il est acquis en 1954 par Jack P. Hardwick, et alors immatriculé N29Q et stocké à Brackett Field (en). En 1959, il est acheté par Ed Maloney au profit du Air Museum à Claremont, Californie. Il vole en 1961 puis est exposé jusqu'en 1987. Il est ensuite restauré, et vole à nouveau le 22 juillet 1988, aux couleurs du numéro 423314/Joltin' Josie. De 1989 à 1998, il est propriété du Palm Spring Air Museum. Depuis 1998, l'avion appartient au Planes Of Fame Air Museum de Chino, Californie. Il est immatriculé N138AM, volera à partir de 2003 sous le nom de Porky II, puis depuis 2006 sous celui de 23 Skidoo[14],[15].

P-38L
- 44-26981 Honey Bunny – Collection Vintage Fighters LLC à Caldwell, Idaho[16],[17].
- 44-27053 Relampago – Basé au War Eagles Air Museum, à Santa Teresa, Nouveau-Mexique[18],[19].
- 44-27083 Tangerine – Appartient à la collection Erickson Aircraft, à Madras, Oregon[20],[21].
- 44-27183 – Yanks Air Museum, Chino, Californie[22],[23].
- 44-27231 Scat III – Se trouve au Fagen Fighters WWII Museum à Granite Falls, Minnesota[24],[25].
- 44-53095 Thoughts of Midnite – Appartient à un propriétaire privé à Houston, Texas[26].
- 44-53186 – Basé à la Collings Foundation à Stow, Massachusetts[27],[28].

Exposition
P-38G
- 42-13400 – Elmendorf Air Force Base à Anchorage, Alaska. Ce P-38G-10-LO s'est écrasé en 1945 sur l'île d'Attu, et a été récupéré en 1999 pour être restauré puis exposé sur la base d'Emendorf[29].

P-38J
- 42-67638 – Hill Aerospace Museum, Hill Air Force Base, New-Jersey[30].

- 42-67762 – Ce P-38J-10-LO est exposé au Steven F. Udvar-Hazy Center, annexe du National Air and Space Museum à Chantilly, Virginie[31].

P-38L
- 44-53015 Pudgy V – McGuire Air Force Base, New-Jersey[32].
- 44-53087 Marge – EAA Aviation Museum, Oshkosh, Wisconsin[33].
- 44-53097 Lizzie V / Wyandotte Mich. – Exposé au Museum of Flight à Seattle, Washington[34],[35].
- 44-53232 – Exposé au National Museum of the United States Air Force sur la Wright-Patterson Air Force Base à Dayton, Ohio[36].
- 44-53236 Marge – Se trouve au Richard I. Bong Veterans Historical Center, à Superior, Wisconsin[37].

Restauration
P-38H
- 42-66534 – Restauré par un propriétaire privé afin de revoler. Basé à Wilmington, Delaware[38].

P-38J
- 42-103988 – Appartient au Flying Heritage & Combat Armor Museum, restauré par WestPac Restaurations, à Colorado Springs, Colorado[39].
- 42-104088 – Stocké au Flying Heritage & Combat Armor Museum à Everett, Washington[40].

P-38L
- 44-26761 – Appartient à la collection Fantasy of Flight, à Polk City, Floride[41].